# Чиботару, Виорел Семёнович
Виорел Семёнович Чиботару (рум. Viorel Cibotaru; род. 19 апреля 1958, Кишинёв, Молдавская ССР, СССР) — молдавский государственный и политический деятель.
Министр обороны Республики Молдова с 18 февраля 2015 по 30 июля 2015 года. Также с 18 июня 2016 по 9 сентября 2018 года являлся председателем Либерал-демократической партии Молдовы.

## Биография
Родился 19 апреля 1958 года.

### Образование
- С 1975 по 1980 год изучал журналистику на факультете филологии Государственного университета Молдовы.
- С 1981 по 1985 год был аспирантом Государственного университета Молдовы.
- В 1994 году стал старшим научным сотрудником в Королевском колледже в Лондоне.
- С 1998 по 1999 год проходил курс обучения в Оборонном колледже НАТО в Риме, Италия.
- В 2005 году прошёл курс обучения в Университете штата Миссури, США.
- В 2011 году прошёл курс обучения в Высшей школе менеджмента в Варшаве, Польша.

### Профессиональная деятельность
- С 1992 по 1999 год - начальник Управления внешних отношений при Министерстве обороны.
- 1999 год - заместитель командующего Миротворческих сил Республики Молдова.
- С 1999 по 2013 год - преподаватель на кафедре журналистики Факультета журналистики и общественных наук в Государственном университете Молдовы.
- С апреля 2000 по сентябрь 2006 года - программный директор Института публичной политики.
- С сентября 2006 по февраль 2015 года - директор Невидимого колледжа и директор Европейского института политических исследований.
- С сентября 2009 года - директор Центра информирования и документирования НАТО в Молдове.
- С 18 февраля по 30 июля 2015 - министр обороны Республики Молдова.

### Политическая деятельность
- С 18 июня 2016 по 9 сентября 2018 года - председатель Либерал-демократической партии Молдовы.

### Семейное положение
Женат. Есть один ребёнок.

## Политические взгляды
В 2019 году подписал «Открытое письмо против политических репрессий в России».

## Владение языками
Владеет румынским, русским, английским, французским и итальянским языками.